# ブール＝カン＝ブレス
ブール＝カン＝ブレス（Bourg-en-Bresse [buʁk‿ɑ̃ bʁɛs]、アルピタン語:Bôrg）は、フランスの東部、オーヴェルニュ＝ローヌ＝アルプ地域圏の都市で、アン県の県庁所在地である。

## 地理
隣接都市人口を含めると約6万人、都市圏としては10万人の人口を擁する。
ジュラ山脈の西側、ドンブ地方の北東に接する。町はブレス地方の森が多い平野地帯にある。ソーヌ川の支流であるレイスーズ川の左岸に位置する。
気候は、寒い冬と暑い夏が特徴の半大陸性気候である。降水量は大半が夏に集中する。

## 由来
ブール＝カン＝ブレスは異なる名前を付けられた過去がある。フランス革命中にはブール・レジェネレ（Bourg régénéré）、そしてエピ＝ドール（Épi-d’Or）、エピ＝ダン（Épi-d'Ain）と3度名が変わった。革命が終わると本来のブールの名を取り戻すが、これは元々ブレスで話されているアルピタン語のbôrgに由来するものである。『ブレスの』を意味するen-Bresseが名に付け足されたのは、1955年3月31日以降である。

## 歴史
ブールには古代ローマ時代の遺跡が残るものの、当時のことは知られていない。ブール＝カン＝ブレスが都市の勅許を得たのは1250年である。15世紀初め、この都市はサヴォイア公爵によってブレス地方の首都と定められた。1535年にブール＝カン＝ブレスはフランスにいったん帰属したが、サヴォイア公爵エマヌエーレ・フィリベルトによって奪取された。エマヌエーレ・フィリベルトはブール＝カン＝ブレスを城砦として強化したが、まもなくこの都市はアンリ4世によって6ヶ月間にわたり包囲された。ブール＝カン＝ブレスのフランスへの帰属が確定したのは1601年である。

## 人口統計
| 1962年 | 1968年 | 1975年 | 1982年 | 1990年 | 1999年 | 2006年 | 2011年 |
| ------ | ------ | ------ | ------ | ------ | ------ | ------ | ------ |
| 32 596 | 37 887 | 42 181 | 41 098 | 40 972 | 40 666 | 40 156 | 39 882 |

参照元:1999年までEHESS、2004年以降INSEE

## 関連人物
- シャルル・ドレストラン
- フランソワ・クレール

## 姉妹都市・友好都市
- バート・クロイツナハ、ドイツ
- アリスバーリー、イギリス
- サン・セヴェーロ、イタリア
- パルマ、イタリア
- ナミュール、ベルギー
- ブジェク、ポーランド
- エル・ケフ、チュニジア